# Moraine Strait
Moraine Strait är ett sund i Antarktis. Det ligger i Östantarktis. Nya Zeeland gör anspråk på området.